# 클라라 킴벌 영

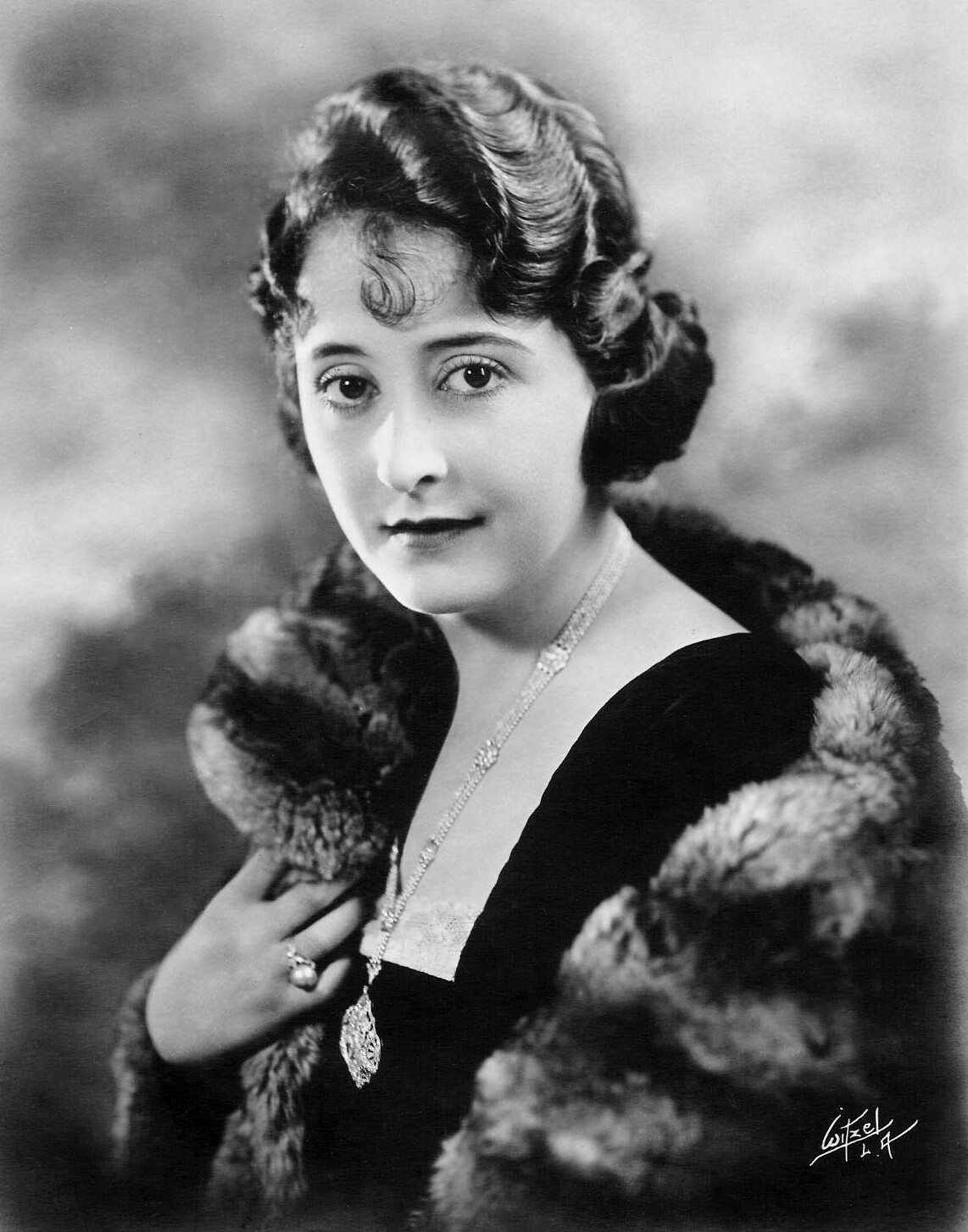

클라라 킴벌 영(Edith Matilda Clara Kimball, 1890년 9월 6일 ~ 1960년 10월 15일)는 미국의 배우, 영화 프로듀서, 영화배우이다.
시카고에서 태어났으며 우들랜드힐스에서 사망하였다. (원인: 뇌졸중)

## 영화
- 하츠 인 엑자일 (1915년)
- 내 공식적인 아내 (1914년)